# Zipp-Off-Hose

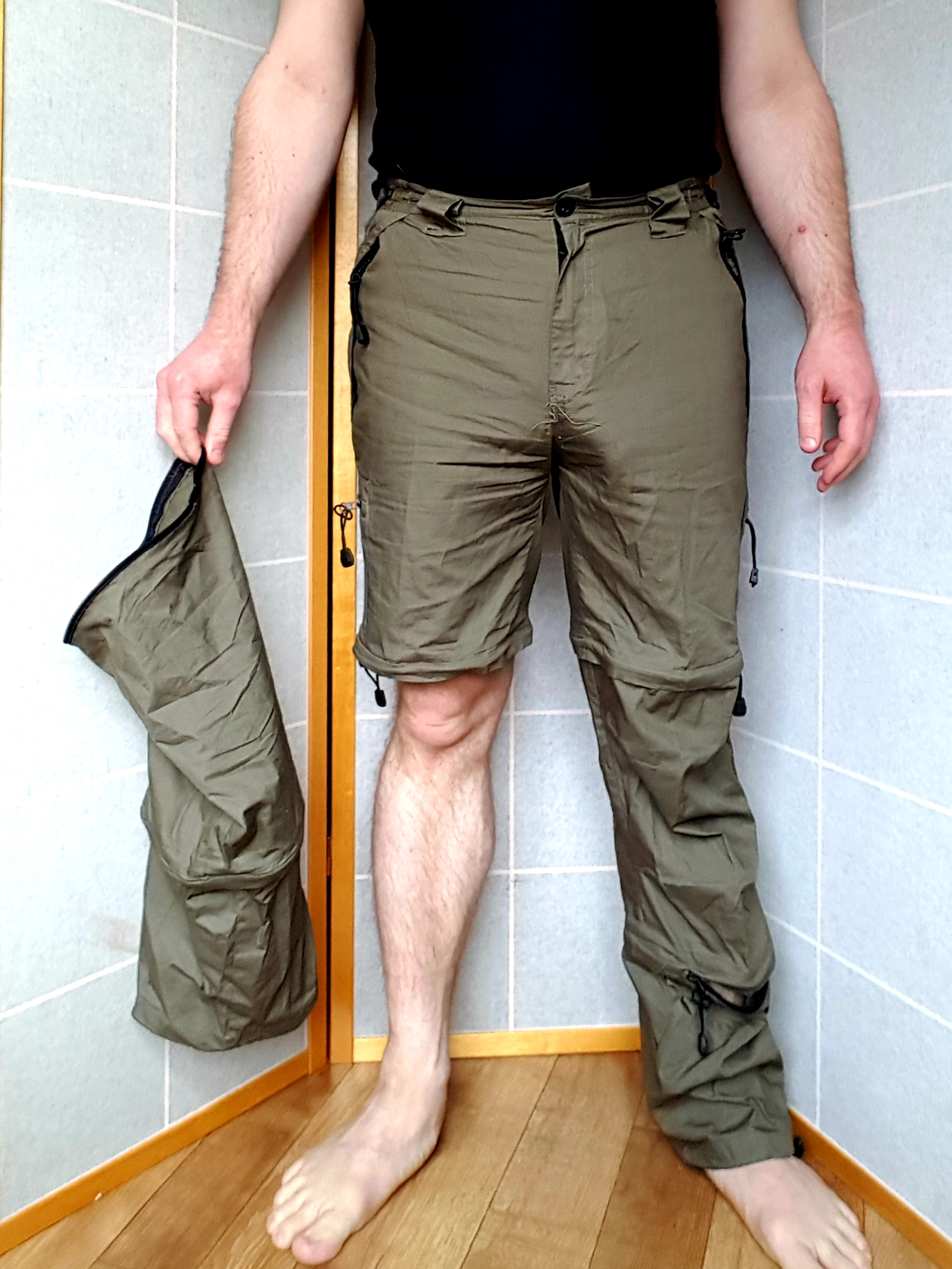
Zipp-Off-Hose

Eine Zip-off-Hose (eindeutschend auch Zipp-off-Hose oder Zipphose geschrieben) ist eine Hose, bei der die Hosenbeine (meistens in der Mitte) durch Reißverschlüsse mit der Hose verbunden sind. Somit kann die Beinlänge variiert werden. Es gibt auch Ausführungen mit zwei Reißverschlüssen pro Hosenbein, so dass die Länge zwischen 1/1, 3/4 und 1/2 gewählt werden kann. Zusätzlich können die abtrennbaren Beinlinge zum leichteren Anziehen mit einem Reißverschluss in Längsrichtung versehen sein. Zip-Off-Hosen gehören zum Bereich der Outdoor-Bekleidung.